# Abir Nasraoui
Pour les articles homonymes, voir Nasraoui.
Abir Nasraoui, née le 26 avril 1976 à Kasserine, est une chanteuse tunisienne.

## Biographie
Née en 1976, elle est originaire de Kasserine, une ville au centre-ouest de la Tunisie, non loin de la frontière algérienne, et grandit dans une famille de mélomanes. En 1996, après son baccalauréat, elle effectue des études de musicologie à l'université de Tunis, tout en se produisant. En 2001, elle décide de poursuivre à l'université Paris-Sorbonne, se spécialisant dans les musiques du monde. En 2005, elle entame une licence de sociologie pour finaliser sa formation,.
Chanteuse, elle est aussi parolière de certaines de ses chansons, et animatrice de radio sur RMC Moyen-Orient, y animant une émission quotidienne sur la musique arabe, Ahl el Maghna.
Elle interprète sur scène des grands noms de la chanson égyptienne ou syrienne, comme Oum Kalthoum, Asmahan et Mohammed Abdel Wahab ou encore, par exemple, Farid El Atrache ainsi que d'autres musiciens tels que le Tunisien Hédi Jouini, ou l'Algérien Lili Boniche. En 2011, elle sort un album, Heyma,, avec un répertoire élaboré en dialecte tunisien
Elle fait un spectacle sur une musique d'un autre continent, le tango, en 2012. En collaboration avec le compositeur et oudiste Moufadhal Adhoum, elle construit un spectacle sur la musique soufie, présenté à la Maison de la Tunisie à Paris, à l'Institut du monde arabe, toujours à Paris, au Festival de musique classique de Pérouse en Italie ainsi qu'à l'Institut des cultures d'Islam à Paris en 2016,.